# Hôtel de Johanny de Marminhac
L'hôtel de Johanny de Marminhac est un monument situé dans la ville du Puy-en-Velay dans le département de la Haute-Loire.
Les façades et les toitures sont inscrites au titre des monuments historiques par arrêté du 23 septembre 1949.

## Histoire
Les façades et les toitures sont inscrites au titre des monuments historiques par arrêté du 23 septembre 1949.